# BMC Psychiatry
BMC Psychiatry è una rivista scientifica ad accesso aperto e sottoposta a revisione paritaria, che si occupa di psichiatria, concentrandosi su aree quali i disturbi della salute mentale, interventi clinici e ricerca psicosociale.

## Indicizzazione
Gli abstract e gli articoli della rivista sono indicizzati da:
- DOAJ[1]
- EBSCO databases[2]
- ProQuest[3]
- Scopus[4]
- Science Citation Index Expanded[5]

Secondo il Journal Citation Reports, nel 2023 la rivista ha ricevuto un fattore di impatto pari a 3,4.